# Ester Palmesino
Ester Palmesino, née le 7 mai 1927 à Asti et morte le 20 mars 2016 à Turin, est une athlète italienne pratiquant le saut en hauteur. 
"Petit écureuil brun qui semble grimper dans l'air" (Archives La Stampa: 13/07/1942 - numéro d'article 166 page 2). Elle a été quatre fois championne absolue de saut en hauteur d'Italie, vainqueur et finaliste de concours internationaux.

## Championnats d'Italie d'athlétisme
- médaille d'or aux Championnats d'Italie d'athlétisme 1946 - Parma, m 1,45
- médaille d'or aux Championnats d'Italie d'athlétisme 1948 - Milan, 19 septembre, m 1,53
- médaille d'or aux Championnats d'Italie d'athlétisme 1952 - Bologna, Stade Municipal, 17-18 e 19 octobre, m 1,50
- médaille d'or aux Championnats d'Italie d'athlétisme 1953 - Rome, Stade Olympique, 25-27 septembre, m 1,50

## Compétitions internationales d'athlétisme
- Turin, 15-9-1946, Stade Municipal: Italie 44 – Autriche 40. Palmesino (I) m 1.50.  Médaille d'or.
- Vienna, 9-8-1947, Stade Prater: Autriche 48 – Italie 36. Palmesino (I) m 1.53.  Médaille d'argent.
- Turin, 14-9-1947, Stade Municipal: Italie 51 – Cecoslovacchia. Palmesino (I) m 1.53.  Médaille d'or.
- Rome, 27-6-1948, Stade "delle Terme": Italie 36 – Hollande 56. Palmesino (I) m 1.50.  Médaille de bronze.
- Turin, 12-9-1948, Stade Municipal: Italie 51 – Hongrie 43. Jannoni/Sebastianini (I) et Palmesino (I) m  1.45 (autre source 1e Palmesino et 2e Jannoni).  Médaille d'or.
- Rotterdam, 24-7-1949, Stade Feyenoord: Hollande 52 – Italie 40. Palmesino (I) m 1.55.  Médaille d'argent.
- Zlin, 7-8-1949: Cecoslovacchia 42 – Italie 52. Palmesino (I) m 1.50.  Médaille de bronze.
- Bologne, 9-10-1949, Stade Municipal: Italie 58 – Yougoslavie 48. Palmesino (I) m 1.45.  Médaille de bronze.
- Rome, 1949: Repr. Italienne - Surrey County. Hauteur.
- Terni, 1949: Repr. Italienne - Surrey County. Hauteur.
- Udine, 2-7-1950, Stade Moretti: Italie 49 – Autriche 45. Palmesino (I) m 1.50, 4e.
- Zagreb, 1-7-1951, Stade de la Dinamo: Yougoslavie 59 – Italie 47. Palmesino (I) m 1.50.  Médaille d'argent.
- Winterthur, 12-8-1951, Champ Deutweg: Suisse 31 – Italie 53. Palmesino (I) m 1.53.  Médaille d'argent.
- Gênes, 23-9-1951, Stade de la Shell au champ San Martino: Italie 56 – Francia 47. Palmesino (I) m 1.48.  Médaille d'argent
- Milan, 22-6-1952, Arena: Italie 42 – Allemagne 51. Palmesino (I) m 1.45, 4e.
- Naples, 5-10-1952, Stade Vomero: Italie 47 – Royaume-Uni 46. Palmesino (I) m 1.48.  Médaille bronze.
- Chambéry, 5-7-1953, Stade Mas-Barral: France 56 – Italie 47. Palmesino (I) m 1.54.  Médaille bronze.
- Trieste, 13-9-1953: Italie 53 – Autriche 41; Italie 58 – Suisse 26. Palmesino (I) m 1.45. 4e.
- Munich, 3-7-1954, Stade Dante: Allemagne 69 – Italie 38. Palmesino (I) m 1.45. 4e.
- Linz, 7-8-1954, Stade Froschlerg: Autriche 45 – Italie 49. Palmesino (I) m 1.45.  Médaille bronze.